# Джойн (топологія)

Джойн двох відрізків — тривимірне тіло, що позначене сірим кольором. Вихідні простори A і B позначені зеленим і блакитним кольорами.

В топології джойн (іноді з'єднання) {\displaystyle A*B} двох топологічних просторів A і B визначається як фактор-простір
{\displaystyle A*B=(A\times B\times I)/\sim ,\,}
де I — це відрізок [0, 1], а відношення еквівалентності має такий вигляд:
{\displaystyle (a,b_{1},0)\sim (a,b_{2},0)\quad \forall a\in A\quad \forall b_{1},b_{2}\in B,}
{\displaystyle (a_{1},b,1)\sim (a_{2},b,1)\quad \forall a_{1},a_{2}\in A\quad \forall b\in B,}
а при {\displaystyle \lambda \neq 0,1} точка {\displaystyle (a,b,\lambda )} еквівалентна сама собі. Таким чином, джойн стискає {\displaystyle A\times B\times \{0\}} у {\displaystyle A}, а {\displaystyle A\times B\times \{1\}} — у {\displaystyle B}.
З інтуїтивної точки зору, джойн {\displaystyle A*B} утворюється шляхом незв'язного об'єднання двох просторів та проведенням усіх можливих відрізків, що з'єднують кожну точку з A з усіма точками з B.

## Приклади
- Джойн простору {\displaystyle X} і простору, що складається з однієї точки, має назву конуса {\displaystyle CX} простора {\displaystyle X}.
- Джойн простору {\displaystyle X} і нуль-вимірної сфери {\displaystyle S^{0}} (тобто, дискретного простору з двох точок) має назву надбудови {\displaystyle SX} простора {\displaystyle X}.
- Джойн двох сфер {\displaystyle S^{n}} і {\displaystyle S^{m}} — це сфера {\displaystyle S^{m+n}}.
- Джойн n точок — це опуклий (n-1)-вимірний багатогранник, що має назву (n-1)-симплекса.